# Église des Dominicains de Maastricht
Pour les articles homonymes, voir Église des Dominicains.
L’église des Dominicains, aussi appelée comme église dominicaine (en néerlandais respectivement Dominicanenkerk et Dominicaner Kerk), est une église gothique, qui a été construite au XIIIe siècle par les Dominicains. L'église est située sur la Dominikanerkerkstraat, près de la place du Vrijthof à Maastricht. À la fin du XVIIIe siècle, l'édifice perdit sa fonction religieuse. Dans l'église se trouvent une fresque du XIVe siècle présentant des scènes de la vie de saint Thomas d'Aquin et des peintures (au plafond) du XVIIe siècle.
Depuis 2007 le bâtiment accueille une librairie, classée en 2008 par le journal britannique The Guardian comme la plus belle du monde.

## Histoire

### Fondation
Depuis environ 1232, l'Ordre des Dominicains est présent sur le territoire actuel des Pays-Bas. L'année exacte de la fondation du monastère de Maastricht n'est pas connue. Cependant, le Chapitre général de Barcelone autorise son installation à Maastricht en 1261 : il s'agit de l'acte de reconnaissance officielle de la plus haute autorité de l'ordre. Les années de fondations mentionnées dans la littérature sont 1231, 1232 et 1254. Le monastère appartenait à la province de Teutonie, qui s'étendait des Alpes à la mer du Nord et de l'Escaut à l'Oder. En 1515, le monastère fut intégré à la nouvelle province de Germania Inferior, avec les monastères d'Anvers, Louvain, Bruxelles et Bois-le-Duc.
Le premier prieur du monastère était Winand, décédé en 1235 ou 1236. Thomas de Cantimpré le situe, dans son ouvrage Bonum universale la apibus entre 1253 et 1256. Il y décrit notamment un miracle, attribué à Winand (Guinandus), lié au vin. La fête de la Saint Winand tombe le 1er février. En 1677, Thomas écrit, dans sa chronique du monastère, que la pierre tombale de Winand se trouve dans le cloître et qu'elle porte l'inscription : « Gwinandus prior ordinis predicatorum » (« Ci-gît frère Winand, Prieur de l'Ordre des Prêcheurs »). Sur la pierre tombale, le prieur est représenté selon l'habitude de l'ordre du XIIIe siècle. L'emplacement actuel de la pierre tombale est inconnue.

### Construction de l'église
Fin 1260, la construction de l'église de style gothique a commencé. Le jour de la Saint-Michel, en 1294, l'église fut consacrée par le Père François, prêcheur et évêque de Solumbria, avec l'autorisation des élus de Liège. L'église a été dédiée à Saint Paul.
En 1309, la chapelle Sainte-Catherine a été érigé sur le côté nord du chœur, à la demande la famille Nuest. Plus tard, la chapelle a été dédiée à Saint Marcoult. La même année, la chapelle Notre-Dame, située sur le côté sud du chœur a été prolongée avec le soutien financier de la mairie. Au XVIe siècle, la chapelle est dédiée à Notre-Dame du Rosaire. C'est lors de la fête de Marie que le Pape Pie V (1566-1572), un dominicain, a été introduit pour commémorer la bataille de Lépante du 7 octobre 1571, par laquelle la flotte turque a été vaincue par les flottes espagnole, vénitienne et génoise.
Au XIVe siècle, une fresque représentant des scènes de la vie de Saint Thomas d'Aquin et le couronnement de Marie a été peinte dans l'église. Au XVIIe siècle, Johannes Vasoens peignit les saints de l'ordre sur la voûte.

### Chapitre général
En 1330, le chapitre général de l'ordre dominicain a eu lieu au monastère de Maastricht. La première réunion du chapitre eut lieu d'abord à Cologne. Selon la tradition, Saint-Servais lui-même a comparu devant un prêtre séculier pour avertir d'une attaque que Louis de Bavière souhaitait s'engager contre le chapitre. Les Dominicains ont ensuite décidé que l'anniversaire de Saint-Servais (le 13 mai) devait être célébré dans toutes les églises de l'ordre.

### Depuis leXVesiècle
En 1494, le monastère rejoint le mouvement réformé des observateurs dans l'ordre.
À la fin du XVIe siècle, la plupart des monastères suivants la Réforme ont été supprimés. Les deux exceptions ont été les couvents des Dominicains de Bois-le-Duc et de Maastricht. En novembre 1566, la crise iconoclaste fut évitée dans l'église.
En 1577, des hommes de la garnison allemande mirent feu à une partie du complexe. Deux moines ont été tués. Les Dominicains ont été chassés hors de la ville, mais on put revenir en 1579 quand les troupes espagnoles, dirigées par Alexandre Farnèse, prince et plus tard duc de Parme, repris de nouveau Maastricht. En 1589, le monastère n'était pas encore occupé, bien que dix-huit religieux vivaient déjà à Maastricht. Ce n'est qu'en 1620 que le monastère, grâce à l'aide du conseil de ville, qu'il fut ré-habitable. Nulens Dominic (1614-1621) investit son capital familiale pour restaurer les bâtiments et l'équipement. Ainsi, l'église comptait cinq nouveaux autels et une chaire.
Au XVIIe siècle, le monastère a été une nouvelle fois embellie. Ainsi, en 1674, un nouveau maître-autel, fait par Jan Kupers (1672-1675), fut placé. En creusant dans l'église, le tombeau de Guillaume de La Marck, surnommé le « sanglier des Ardennes », fut trouvé. Celui-ci avait été décapité en 1485 sur le Vrijthof pour complicité dans l'assassinat du prince-évêque Louis de Bourbon.

### Fin du monastère
Le 4 novembre 1794, lors d'un bombardement au cours d'un siège de Maastricht à la suite duquel la ville est prise par les Français, le monastère est endommagé. En 1796, tous les établissements religieux sont supprimés par les révolutionnaires français. Le 5 décembre de cette année, la communauté des Prêcheurs de Maastricht, composé de 22 prêtres et neuf frères laïcs, est dissoute.
L'église, contrairement aux autres, utilisées à des fins militaires, est affectée à la paroisse Saint-Jean. Le 6 janvier 1805, l'église devient un entrepôt municipal et la paroisse Saint-Jean s'installe dans l'église Saint-Servais. Les bâtiments du monastère sont utilisés à partir de 1800 comme école d'enseignement secondaire.

### Depuis leXXesiècle
Depuis 1899, l'église dominicaine n'est plus utilisée comme entrepôt municipal et fut modifié pour y faire des expositions.
Dans la période 1912-1917, l'église fut restaurée et des ajouts ultérieurs ont été retirés. En outre, les couches calcaires ont été enlevées. L'église a ensuite pris une fonction culturelle et abrita l'orchestre municipal de Maastricht. En 1924, l'éclairage électrique a été installé et, en 1926, le chauffage central. En 1930, un orgue a été installé, construit par l'entreprise des frères Vermeulen uit Weert. Plus tard, cet orgue a été déplacé dans l'église Saint-Antoine-de-Padoue à Scharn. En 1953, le système de chauffage a été restaurée. Pendant cette période, l'église a également été utilisé pour l'organisation d'expositions et pour le carnaval. Entre 1970 et 1978, les services d'archives et la bibliothèques l'utilisèrent comme réserve. Après cela, l'église fut utilisée comme bureau de poste. Au début des années 1980, l'église a été de nouveau utilisée pour le carnaval et comme espace d'exposition. À la fin des années 1980, l'église était un parking à vélo.
Ce qui restait de l'ancien monastère a été démoli dans les années 1960. Dans le nouveau bâtiment, un centre commercial (l'Entre-Deux) a été réalisé. En 2005, le complexe a été démoli et un nouveau complexe commercial a été réalisé.

### Recherches archéologiques
En 2005 et 2006, des recherches archéologiques ont été menées. Deux premières tombes médiévales ont été trouvés, entre autres choses, à côté de l'église. Les défunts étaient couchés sur le dos, les mains positionnées dans la région abdominale. Le premier était un homme d'environ 54 ans, qui présentaient des traces de labeur, et l'autre était un garçon de 8 à 10 ans.
Dans l'église se trouvent au moins 200 tombes, dont onze ont été trouvées. La plus ancienne tombe se trouve au centre l'église. Cependant, la position de la tombe de Winand de Maastricht est inconnue.

### Librairie
Après les recherches archéologiques et la restauration de l'église et des peintures, le bâtiment accueille depuis 2007 une librairie. Pour cela, un sous-sol, pour y installer des toilettes et pour le stockage des livres, a été construit, et le chauffage et la lumière ont été restaurés. L'agence Merkx+Girod était responsable de l'organisation de la librairie. L'agence a construit une librairie permettant de préserver les dimensions de l'église. La librairie comprend deux étages de trente mètres de long et de 7,5 mètres de haut. Un bar a été installé dans l'abside. Un autel en forme de croix y sert de table.
L'entrée principale de l'église est une œuvre d'art en acier Corten, suggérant une relique. Il a été conçu par Merkx+Girod et le lettrage est de René Knip.
En 2008, la librairie a été classée première dans le classement des dix plus belles librairies du monde du Guardian.

## Bâtiment

### Église
L'église dominicaine a été construite dans le style gothique et est orienté est-ouest. L'église est construite en grès, marne et en pierre de Namur. L'église se compose d'une nef avec deux bas-côtés, d'un chœur et de l'abside. La nef repose sur des piliers et est plus élevé que les allées. Il y a un transept sud sur le côté est de l'église et une chapelle se trouve elle-même sur le côté est de celui-ci. L'entrée principale de l'église est située sur le côté ouest. Au-dessus de l'entrée se trouve un grand vitrail. La partie nord de la nef est en arc en ogive. Le mur nord de la nef était autrefois également utilisé comme mur du monastère, par conséquent, les contreforts se trouvent sur le bas-côté sud de l'église. La nef est soutenue à l'extérieur par des arcs-boutants.

### Fresque de Saint Thomas d'Aquin
Dans les 1860, Victor de Stuers a découvert une peinture représentant saint Thomas sur le mur de la deuxième travée de la nef nord. En 1866, les couches calcaires ont été enlevés pour la découvrir. Cette peinture date de 1337 et montre des scènes de la vie de Thomas d'Aquin. La fresque est divisée en cinq parties.